# 晴華みどり
晴華 みどり（はるか みどり、6月7日 - ）は、元宝塚歌劇団雪組の娘役。
栃木県上都賀郡、國學院大學栃木高等学校出身。身長159cm。愛称は「かおり」。

## 来歴
1999年、宝塚音楽学校入学。
2001年、宝塚歌劇団に87期生として入団。入団時の成績は10番。宙組公演「ベルサイユのばら2001」で初舞台。その後、雪組に配属。
2002年の「ホップ スコッチ」（バウホール・日本青年館公演）で、ヒロインの1人に抜擢。
2004年の「送られなかった手紙」（バウホール・日本青年館）で、バウホール単独・東上公演初ヒロイン。
2005年の「さすらいの果てに」で、3度目となるバウホール公演ヒロイン。続く「霧のミラノ」で新人公演初ヒロイン。
2006年の「ベルサイユのばら」で2度目の新人公演ヒロイン。
エトワールを何度も務める歌姫としても活躍したが、2011年11月20日、音月桂・舞羽美海トップコンビ大劇場お披露目となる「仮面の男／ROYAL STRAIGHT FLUSH!!」東京公演千秋楽をもって、宝塚歌劇団を退団。
退団後は休業期間を経て、ディナーショーやコンサートに出演するなど、歌手として活動している。

## 宝塚歌劇団時代の主な舞台

### 初舞台
- 2001年4 - 5月、宙組『ベルサイユのばら2001-フェルゼンとマリー・アントワネット編-』（宝塚大劇場のみ）

### 雪組時代
- 2001年10 - 2002年2月、『愛 燃える』『Rose Garden』
- 2002年4月、専科・雪組『風と共に去りぬ』（日生劇場） - ファニー
- 2002年5 - 9月、『追憶のバルセロナ』『ON THE 5th』
- 2002年10 - 11月、『ホップ スコッチ』（バウホール・日本青年館） - リンダ・ガーリック[4][1]
- 2003年1 - 2月、『春麗の淡き光に』 - 新人公演：女童（本役：山科愛）『Joyful!!』（宝塚大劇場）
- 2003年3月、『恋天狗』 - 村の女『春ふたたび』 - お春（バウホール）
- 2003年3 - 5月、『春麗の淡き光に』 - 新人公演：女童（本役：山科愛）『Joyful!!』（東京宝塚劇場）
- 2003年6 - 7月、『春麗の淡き光に』 - 女童『Joyful!!』（全国ツアー）
- 2003年8 - 12月、『Romance de Paris』 - コレット、新人公演：レポーター（本役：天勢いづる）『レ・コラージュ』
- 2004年1 - 2月、『送られなかった手紙』（バウホール・日本青年館） - マーリヤ バウ・東上初ヒロイン[1]
- 2004年4 - 7月、『スサノオ』『タカラヅカ・グローリー!』
- 2004年11 - 2005年2月、『青い鳥を捜して』 - 新人公演：ブレンダ（本役：白羽ゆり）『タカラヅカ・ドリーム・キングダム』 トリプルエトワール[4]
- 2005年4 - 5月、『さすらいの果てに』（バウホール） - エレノア バウヒロイン[5][1]
- 2005年6 - 10月、『霧のミラノ』 - エヴェリーナ、新人公演：フランチェスカ（本役：舞風りら）『ワンダーランド』 新人公演初ヒロイン[6][4][1]
- 2005年11月、『銀の狼』『ワンダーランド』（全国ツアー）
- 2006年2 - 5月、『ベルサイユのばら-オスカル編-』 - イザベル、新人公演：ロザリー（本役：舞風りら） 新人公演ヒロイン[6][1]
- 2006年7月、『ベルサイユのばら-オスカル編-』（全国ツアー） - イザベル
- 2006年9 - 12月、『堕天使の涙』 - 新人公演：カミーユ・ロスタン（本役：愛耀子）『タランテラ!』
- 2007年2月、『星影の人』 - 早苗『Joyful!!II』（中日劇場）
- 2007年5 - 8月、『エリザベート』 - マダム・ヴォルフ、新人公演：皇太后ゾフィー（本役:未来優希） エトワール[4]
- 2007年9 - 10月、『星影の人』 - 早苗『Joyful!!II』（全国ツアー）
- 2008年1 - 3月、『君を愛してる-Je t'aime-』 - アンジェリック、新人公演：エレーヌ・ドビルパン（本役:天勢いづる）『ミロワール』
- 2008年5 - 6月、『外伝 ベルサイユのばら-ジェローデル編-』 - 令嬢『ミロワール』（全国ツアー）
- 2008年8 - 11月、『ソロモンの指輪』『マリポーサの花』
- 2009年1月、『忘れ雪』（バウホール・日本青年館） - 深雪の母
- 2009年3 - 5月、『風の錦絵』『ZORRO 仮面のメサイア』 - ピン・ペ・オビ
- 2009年7 - 10月、『ロシアン・ブルー』 - ペギー・グリーンフィールド『RIO DE BRAVO（リオ デ ブラボー）!!』
- 2009年11 - 12月、『情熱のバルセロナ』 - リンダ・メレンデス公爵夫人『RIO DE BRAVO!!』（全国ツアー）[4]
- 2010年2 - 4月、『ソルフェリーノの夜明け』 - シスター・イザベル『Carnevale（カルネヴァーレ）睡夢（すいむ）』
- 2010年6 - 9月、『ロジェ』 - パメラ／街の女『ロック・オン!』 エトワール
- 2010年10 - 11月、『はじめて愛した』（ドラマシティ・日本青年館） - ラウラ
- 2011年1 - 3月、『ロミオとジュリエット』 - キャピュレット夫人
- 2011年4 - 5月、『黒い瞳』 - エカテリーナII世『ロック・オン!』（全国ツアー） エトワール
- 2011年7月、『ハウ・トゥー・サクシード』（梅田芸術劇場） - ヘディ・ラルー
- 2011年9 - 11月、『仮面の男』 - 大女優『ROYAL STRAIGHT FLUSH!!』 退団公演、エトワール[2][1]

### 出演イベント
- 2001年6月、伊織直加ディナーショー『TABLOID』
- 2002年6月、TCAスペシャル2002『LOVE』
- 2002年7月、『宝塚巴里祭2002』[7]
- 2002年11月、『アキコ・カンダレッスン発表会』
- 2003年10月、樹里咲穂コンサート『JUBIEE-S』[8]
- 2006年8月、『雪組エンカレッジ・コンサート』[9]
- 2006年9月、TCAスペシャル2006『ワンダフル・ドリーマーズ』
- 2007年9月、TCAスペシャル2007『アロー!レビュー!』
- 2007年11月、轟悠コンサート『Lavender Monologue』[10]